# 都市動物研究会
（本項目は、特記以外『タヌキたちのびっくり東京生活』を参考文献とする）
都市動物研究会（としどうぶつけんきゅうかい、UWI - Urban Wild-Life Institute）は、都市に棲息する野生動物（以下、「都市動物」と記述する）を研究するために2002年に設立された特定非営利活動法人で、2013年7月12日に解散。都市動物と人々が共存できる方法を調査および研究し、並びに人々への啓蒙活動、都市の自然環境保全を目的として様々な活動をしている。

## 組織・活動

### 役員・スタッフ・所在地
- 理事長 - 佐々木洋（プロ・ナチュラリスト）
- 非常勤スタッフ - 6名[1]
- 本研究会所在地 - 東京都渋谷区恵比寿[1]

### 主な活動
- 都市動物についての調査と研究、資料収集、情報収集、およびそれらの保管。
- 観察会の開催と講師派遣。
- 指導者育成。
- 各マスメディアへの情報および資料提供。

### 主な出版物
- 定期刊行物『Urban-Wild』（季刊）- 同会会員向けの季刊誌[1]。